# Horst-Recktenwald-Preis
Der Horst-Recktenwald-Preis, eigentlich Horst-Claus-Recktenwald-Preis für Nationalökonomie, Eigenbezeichnung englisch H.C. Recktenwald Prize, ist ein Preis für herausragende Leistungen auf dem Gebiet der Volkswirtschaftslehre. 
Der Preis ist mit insgesamt 25.000 € dotiert und wird durch die Wirtschafts- und Sozialwissenschaftliche Fakultät der Friedrich-Alexander-Universität Erlangen-Nürnberg verliehen.
Der Preis wurde im Jahr 1993 von Hertha Recktenwald zur Erinnerung an Horst Claus Recktenwald, Professor der Volkswirtschaftslehre mit dem Schwerpunkt Finanzwissenschaft in Nürnberg, gestiftet. Sie folgte damit einem nachdrücklichen Anliegen ihres Mannes.

## Preisträger
- 1995: Edmond Malinvaud
- 1997: Joseph E. Stiglitz
- 2000: Paul Krugman
- 2002: Paul Romer
- 2004: Oliver E. Williamson
- 2014: Emmanuel Saez[1]